# Gens Verginia
I Verginii furono una gens romana patrizia, i cui membri ebbero incarichi nelle magistrature all'inizio della Repubblica romana, nel corso del V secolo a.C.; il primo della famiglia che ottenne il consolato fu Opiter Verginius Tricostus nel 502 a.C., il settimo anno della Repubblica. In un primo periodo era divisa in rami patrizi e plebei, i membri plebei della gens erano anche annoverati tra i primi tribuni della plebe.

## Praenomina
I primi Verginii usarono i praenomina Opiter, Proculus, Titus, Aulus, Lucius e Spurius . In tempi successivi hanno usato principalmente Lucius, Aulus e Titus. Ebbero come cognomen Tricostus e come agnomina Caelimontanus, Rutilus ed Esquilinus.

## Membri
Alcuni membri della gens Verginia:
- Opitero Verginio Tricosto, console nel 502 a.C.;[4][5][2]
- Tito Verginio Tricosto Celiomontano, console nel 496 a.C.;[6][7][8]
- Aulo Verginio Tricosto Celiomontano, console nel 494 a.C.;[9][10][11]
  - Aulo Verginio Tricosto Celiomontano, figlio del precedente, console nel 469 a.C.;[12][13][14]
  - Spurio Verginio Tricosto Celiomontano, fratello del precedente, console nel 456 a.C.;[15][16][17]
    - Tito Verginio Tricosto Celiomontano, figlio di uno dei due precedenti, console nel 448 a.C.;[18][19][20]
- Proculo Verginio Tricosto Rutilo, console nel 486 a.C.;[21][22]
  - Tito Verginio Tricosto Rutilo, figlio del precedente, console nel 479 a.C.;[23][24][2]
  - Opitero Verginio Tricosto Esquilino, fratello del precedente, consul suffectus nel 478 a.C.;[25]
- Aulo Verginio Tricosto Rutilo, console nel 476 a.C.;[26][27][2]
- Verginia, leggendario personaggio femminile romano, uccisa dal padre per evitarle il disonore della seduzione da parte del decemviro Appio Claudio Crasso Inregillense Sabino;[25]
- Lucio Verginio Tricosto, console nel 435 (e forse nel 434 a.C.)[28];
  - Lucio Verginio Tricosto Esquilino, figlio del precedente, tribuno consolare nel 402 a.C.;[25]
- Lucio Verginio Tricosto, tribuno consolare nel 389 a.C.[25]
- Lucio Verginio Rufo, console nel 63 d.C., consul suffectus nel 69 d.C., e console nel 97 d.C. per pochi mesi fino alla morte